# Alonso de Barzana
Alonso de Barzana, foi um missionário jesuíta, que nasceu em 1528, em Baeza, Andaluzia, Espanha, e faleceu em 15 de janeiro de 1598, em Cuzco, Peru.
Seu mérito foi ter obtido um conhecimento prático de onze línguas de povos nativos da América do Sul e de ter escrito gramáticas, vocabulários e catecismos na maioria delas. É possível encontrar alguns dos seus manuscritos em arquivos em Lima. Acredita-se que apenas uma de suas obras tenha sido publicada: uma carta com preciosas informações etnográficos e linguísticos, sobre os povos nativos de Tucumán, datada de 08 de setembro de 1594, em Assunção, no Paraguai e publicada em 1885.

## Biografia
Em 1565, ingressou na Companhia de Jesus.
Em 1567, começou a estudar o quéchua, em Sevilha, enquanto estava esperando o momento de embarcar para o Peru.
Em 19 de março de 1569, embarcou em Sanlúcar, com destino à América, junto com outros onze jesuítas.
No dia 8 de novembro de 1569, chegou à Lima, onde fez a sua primeira homília em línguas de povos nativos da América do Sul.
Em 1571, foi encaminhado para ajudar a fundar o Colégio Jesuíta em Cuzco.
Em 1573, participou da fundação do Colégio Jesuíta em La Paz.
Em 1574, predicou em quéchua, em Arequipa e Potosi.
Em 1575, predicou em aimará na região do Lago Titicaca, em Chucuito e em La Paz.
No dia 19 de novembro de 1576, o Superior Geral dos Jesuítas, Everardo Mercuriano, encaminhou resposta a uma carta de Barzana, na qual o felicitou por suas obras escritas em quéchua.
Suas obras nunca foram impressas, mas é provável que tenham servido como base às traduções do catecismo para quéchua e aimará, publicadas no catecismo trilingue do Terceiro Concílio de Lima.
Em 1577, fez os últimos votos e foi encaminhado para fundar a missão em Juli, nas margens do Lago Titicaca, no sul do Peru. Permaneceu na região central da Bolívia por onze anos, quando foi encaminhado para Tucuman na Argentina.
Em setembro de 1578, participou de uma reunião em Cuzco, da qual também participaram os padres Juan de la Plaza, José de Acosta (provincial), Juan de Montoya, Jerónimo Ruiz del Portillo, e Luis López, na qual foi debatida a importância de facilitar o aprendizado das línguas nativas pelos missionários no Vice-Reino do Peru.
Em 1582, participou da fundação da missão em La Paz, onde percebeu a necessidade de estruturar o aprendizado do aimará, do puquina. Em 1585, com a sua chegada em Tucumán, percebeu a necessidade do aprendizado do tonocoté e do kakana, e para isso produziu notas manuscritas de gramática e de catequese. Na região de Tucumán, batizou mais de 20 mil pessoas.
No início de 1594, chegou à Assunção, e começou a aprender o guarani, aos 64 anos de idade.
Denunciou as condições de trabalho dos nativos nas minas.
Aprendeu quéchua, aimará, puquina, chiriguano (variante do guarani), tonocoté e kakán, e escreveu diversos textos para facilitar o conhecimento dessas línguas por outros missionários, que circularam como manuscritos.